# Villabuena de Álava
Villabuena de Álava en espagnol et Villabuena Araba ou Eskuernaga en basque est une commune d'Alava, dans la communauté autonome du Pays basque en Espagne.